# Congresso delle Filippine
Il Congresso delle Filippine (in filippino Kongreso ng Pilipinas) è il parlamento delle Filippine. È un parlamento bicamerale composto da Senato (Senado ng Pilipinas) e Camera dei rappresentanti (Kapulungan ng mga Kinatawan ng Pilipinas). Non ha una sede principale: le sue componenti lavorano separatamente, rispettivamente a Quezon (Camera) e a Pasay (Senato).
Secondo L’Art. VI della Costituzione delle Filippine, il Congresso delle Filippine rappresenta il potere legislativo, così come il Presidente delle Filippine rappresenta il potere esecutivo.
Il Senato delle Filippine è composto da 24 membri, metà dei quali sono eletti ogni tre anni. Il mandato di un senatore è pari a sei anni. Un senatore non rappresenta una specifica area geografica ed è eletto come collegio unico nazionale tramite scrutinio maggioritario plurinominale. Per diventare senatori bisogna aver compiuto 35 anni.
La Camera dei rappresentanti delle Filippine è invece composta da 304 membri, i quali hanno un mandato di tre anni e possono essere nuovamente rieletti per un massimo di tre mandati. Ci sono 243 distretti elettorali nel paese, e la maggior parte dei membri del Congresso sono rappresentanti di distretti elettorali. Tutte le province del paese sono composte da almeno un distretto e diverse città sono infatti rappresentate da due o più deputati. I restanti seggi della Camera sono ripartiti tra liste elettorali concorrenti su scala nazionale. Per essere eletti nella Camera dei rappresentanti bisogna aver compiuto 25 anni.